# Manly
Manly è un sobborgo di nord Sydney, nello Stato del Nuovo Galles del Sud in Australia.
Si trova a 17 km a nord-est del Distretto affaristico centrale di Sydney, nell'area governativa locale della Municipalità di Manly, nella regione delle Spiagge settentrionali.

## Etimologia
Il nome "Manly" fu coniato dal capitano Arthur Phillip. Secondo Phillip la popolazione indigena che vi viveva era contraddistinta da un comportamento dignitoso e fiero (in inglese "manly"). Questa caratteristica lo portò a denominare la località Manly Cove. Gli indigeni erano il clan Kay-ye-my, del popolo Guringai. Mentre era alla ricerca di acqua fresca, Philip incontrò alcuni membri del clan e dopo una incomprensione iniziale fu infilzato alla spalla da uno di loro. Philip, però, ordinò a suoi uomini di non vendicarsi.

## Monumenti e luoghi d'interesse
- Seminario di San Patrizio

## Infrastrutture e trasporti

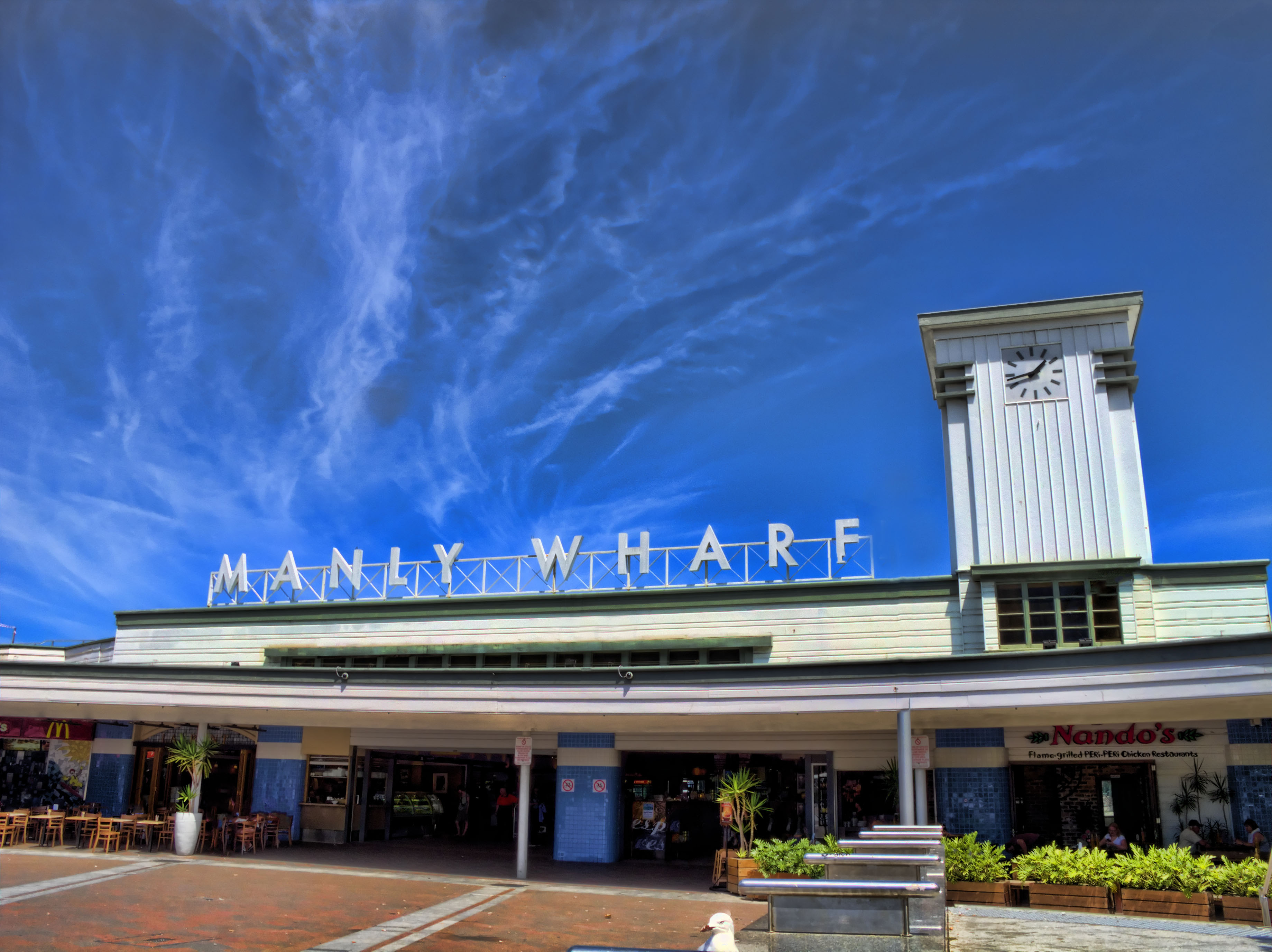
Manly Wharf

I trasporti a Manly sono composti da un servizio di traghetto da Manly Wharf, e servizi di autobus verso il centro della città e altri sobborghi.
Il viaggio in traghetto dura circa 30 minuti e mostra una visione panoramica del Porto di Sydney, passando intorno ai parchi nazionali e al ponte di Sydney e la Opera House. Una società privata di traghetti fa spola da Manly al centro affaristico di Sydney in 18 minuti. In passato c'era anche il JetCat che impiegava 15 minuti.

## Galleria d'immagini

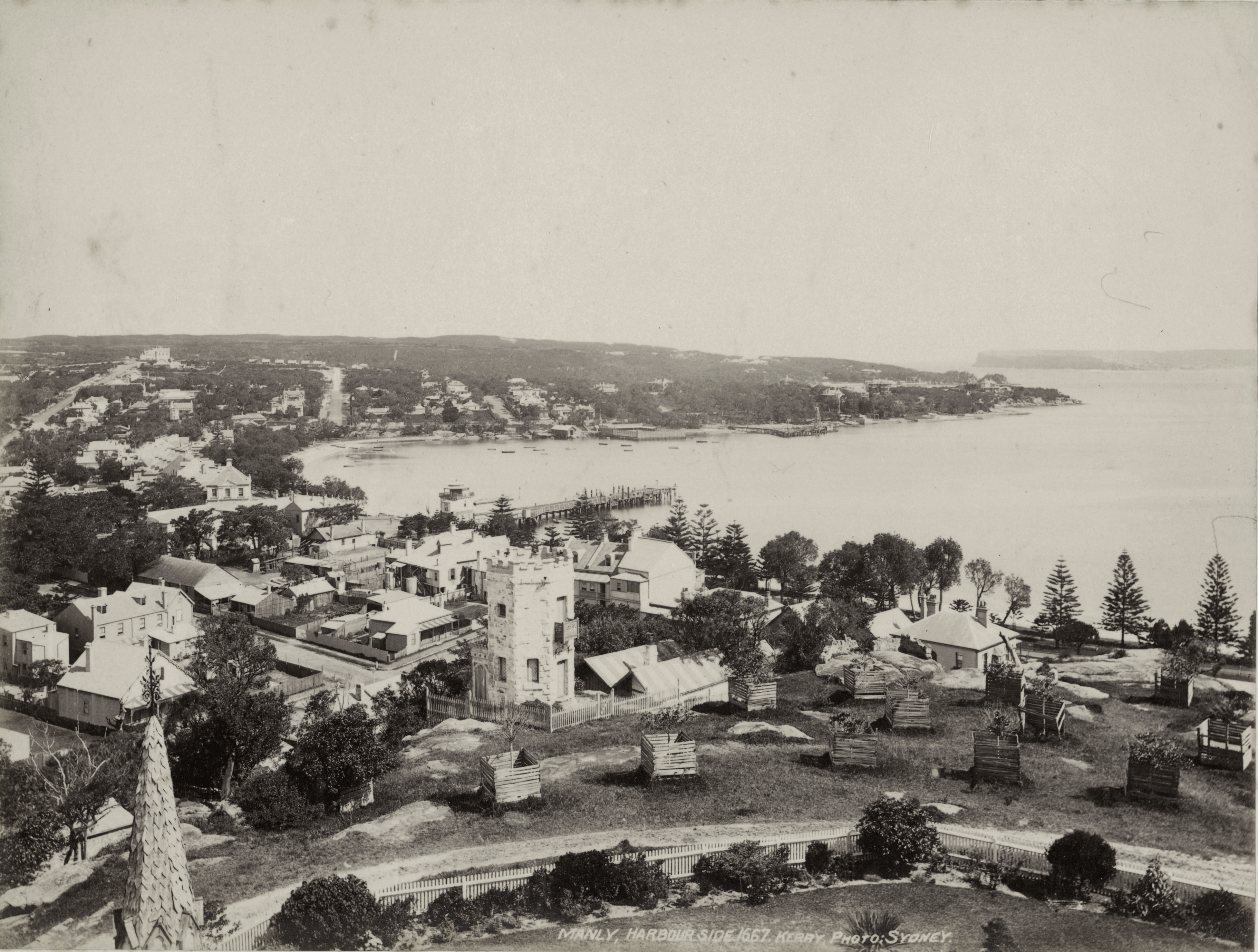
L'area portuale alla fine degli anni ottanta dell'Ottocento
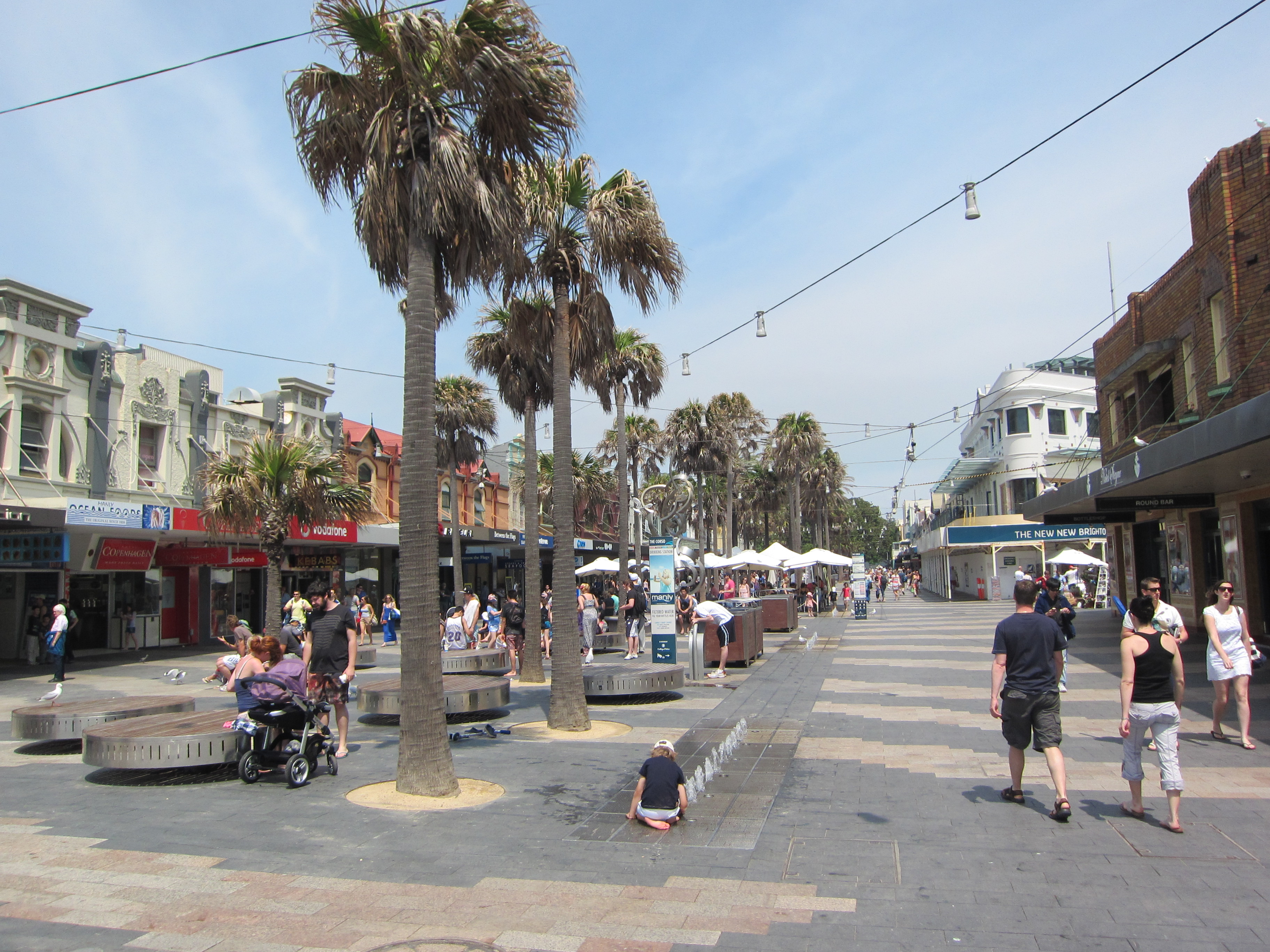
Corso Manly dopo l'ammodernamento del 2007
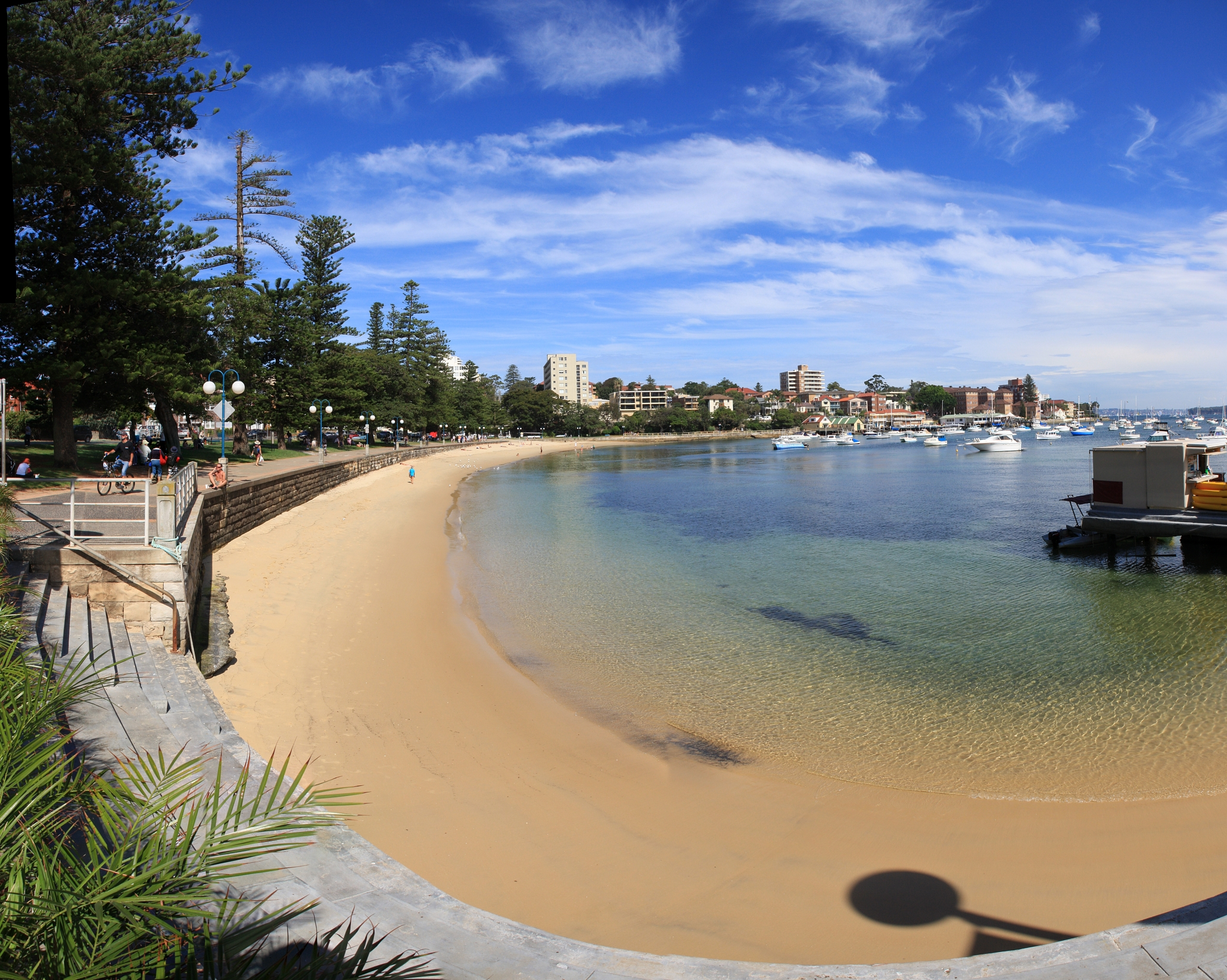
Area portuale di Manly